# 레도카르폰과

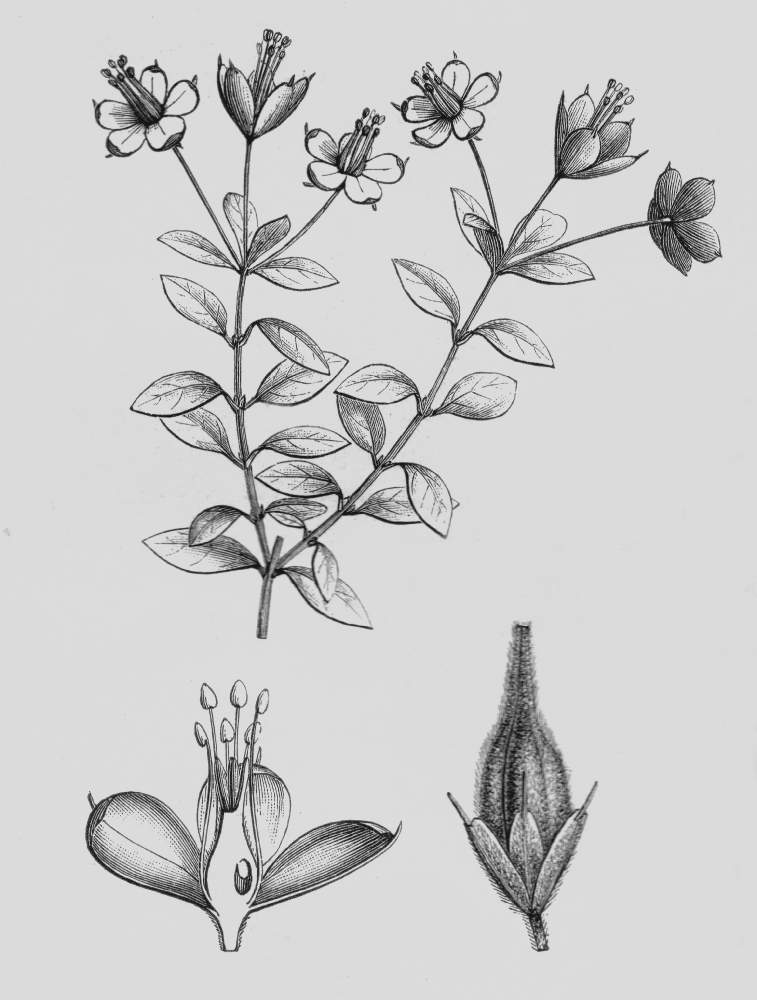
Rhynchotheca spinosa

레도카르폰과(Ledocarpaceae)는 쥐손이풀목으로 분류했던 속씨식물 분류군의 하나이다. 관목으로 남아메리카 서부가 원산지이다. APG III 분류 체계에서는 비비아니아과의 일부로 간주하였지만 최신 APG IV 분류 체계에서는 프랑코아과로 분류하고 있다.

## 하위 속
- 발비시아속 (Balbisia)
- Rhynchotheca
- Wendtia